# حوزه انتخابیه پنجم لوئیزیانا
حوزه انتخابیه پنجم لوئیزیانا یک حوزه انتخابیه مجلس نمایندگان آمریکا است که در ایالت لوئیزیانا قرار دارد.